# Come On Over Baby (All I Want Is You)
"Come On Over Baby (All I Want Is You)" là đĩa đơn thứ tư và cũng là đĩa đơn cuối cùng trích từ album đầu tay Christina Aguilera của Christina Aguilera được viết bởi chính cô, Paul Rein, Johan Aberg, nhóm Celebrity Status, Guy Roche, Shelly Peiken và Ron Fair. Bài hát được biết đến nhiều với video clip mà lần đầu tiên Aguilera được quyết định hình ảnh của mình: hình tượng một cô nàng đậm phong cách Latin nóng bỏng với mái tóc highlight vàng - đỏ đã thoát khỏi thời kì tóc vàng - áo ôm - quần rộng của teen pop. Đây cũng chính là hình tượng mới của Aguilera trong suốt thời kì quảng bá album đầu tay Christina Aguilera bằng tour diễn Sears & Levis US Tour và quảng bá album tiếng Tây Ban Nha Mi Reflejo.

## Nhạc lý
"Come On Over Baby (All I Want Is You)" bao gồm hai phiên bản khác nhau. Bản gốc được viết bởi Paul Rein và Johan Aberg trên nền nhạc pop du dương hòa quyện với tiếng đệm piano. Còn bản thu âm mới được viết bởi chính cô, Ron Fair, nhóm Celebrity Status, Shelly Peiken và Guy Roche thì trái ngược hoàn toàn khi được phối khí lại với tiết tấu sôi động của hip hop cùng ca từ thiên về quan hệ giới tính nhiều hơn. Ở bản mới còn có thêm đoạn bridge được sử dụng bởi liên kết ca từ với bài hit "What a Girl Wants" và phần đọc rap của Aguilera nhằm thay thế đoạn chuyển interlude dựa trên bản disco "Got to Be Real" của Cheryl Lynn năm 1978.
Cũng như "Genie in a Bottle", nội dung của "Come On Over Baby (All I Want Is You)" cũng không được các nhà phê bình âm nhạc đánh giá cao khi đề cập đến quan hệ giới tính. Bài hát sẽ rất ý nghĩa nếu Aguilera chỉ thuần thể hiện cách nhìn đối với người bạn trai của mình chứ không thêm những câu rap mang tính chất mời gọi như: "Don't ya wanna be the one tonight? We can do exactly what you like. Don't ya wanna be just you and me? We can do what comes naturally".

## Phát hành
Cũng như "What a Girl Wants", Aguilera có cảm giác không an toàn khi chọn "Come On Over Baby (All I Want Is You)" phát hành dưới dạng đĩa đơn nên đã quyết định thu âm lại. Aguilera cũng quyết định đưa bản thu âm mới này vào album thay vì bản cũ nên mới có hai phiên bản khác nhau như đã dẫn ở trên.
Và đúng như mong đợi, bản mới vô cùng thành công khi đạt vị trí #1 trên Billboard Hot 100 4 tuần liên tiếp từ ngày 8 tháng 10 đến 4 tháng 11 năm 2000 với 21 tuần ở trên bảng xếp hạng, chấm dứt việc xếp hạng nhất trong 4 tuần của "Music", một đĩa đơn trong album cùng tên của "Nữ hoàng nhạc pop" Madonna. Tuy nhiên, bài hát không thành công lắm ở các quốc gia khác khi chỉ nằm trong Top 10 tại Anh, Úc và Top 20 tại Canada.

## Video clip
Video clip của "Come On Over Baby (All I Want Is You)" được thực hiện bởi đạo diễn Paul Hunter. Video rất thành công trên TRL khi đạt vị trí #1 trên bảng xếp hạng này nhiều ngày liền. Video được xem là một trong những video phổ biến nhất của Aguilera từ trước đến nay.
Video bắt đầu với cảnh Aguilera ngồi trên một chiếc ghế bành nghe điện thoại. Sau khi nghe xong, Aguilera bước lên giường cùng các bạn và tiếng nhạc bắt đầu nổi lên. Aguilera xuất hiện trong trang phục áo yếm hở rốn, quần bó có chẻ hông ôm sát thân người cùng mái tóc highlight và cách trang điểm đậm chất Latin. Aguilera đứng hát trước một phông nền bằng vải trắng và cùng các vũ công nhảy múa. Ở đoạn bridge, Aguilera bước xuống từ cầu thang màu đỏ tiếp tục nhảy múa sau khi phiêu một đoạn cực đỉnh. Cảnh cuối cùng, tất cả các vũ công đồng loạt giơ những tấm bìa mình cầm trên tay tạo thành bức hình Aguilera tuyệt đẹp. Troong video còn có cảnh Aguilera xuất hiện trong trang phục áo vàng, quần xanh và mái tóc được đánh xoăn ôm ấp chàng vũ công đang kéo tuột xích áo của mình đã gây phản cảm cho nhiều người.

## Xếp hạng và chứng nhận doanh số
| Bảng xếp hạng (2000)                 | Vị trí cao nhất |
| ------------------------------------ | --------------- |
| Úc (ARIA)                            | 9               |
| Áo (Ö3 Austria Top 40)               | 35              |
| Bỉ (Ultratop 50 Flanders)            | 21              |
| Bỉ (Ultratop 50 Wallonia)            | 22              |
| Canada (Canadian Hot 100)            | 14              |
| Pháp (SNEP)                          | 33              |
| Đức (GfK)                            | 27              |
| Ireland (IRMA)                       | 9               |
| Ý (FIMI)                             | 31              |
| Hà Lan (Dutch Top 40)                | 6               |
| New Zealand (Recorded Music NZ)      | 2               |
| Tây Ban Nha (PROMUSICAE)             | 1               |
| Thụy Điển (Sverigetopplistan)        | 23              |
| Thụy Sĩ (Schweizer Hitparade)        | 21              |
| Anh Quốc (OCC)                       | 8               |
| Hoa Kỳ Billboard Hot 100             | 1               |
| Hoa Kỳ Pop Airplay (Billboard)       | 4               |
| Hoa Kỳ Adult Pop Airplay (Billboard) | 36              |

| Bảng xếp hạng (2000)          | Vị trí |
| ----------------------------- | ------ |
| Mỹ (Billboard Hot 100)        | 38     |
| Úc (Australian Singles Chart) | 31     |
| Hà Lan (Dutch Top 40)         | 65     |
| Thụy Sĩ (Swiss Singles Chart) | 87     |

| Quốc gia                                                                           | Chứng nhận | Số đơn vị/doanh số chứng nhận |
| ---------------------------------------------------------------------------------- | ---------- | ----------------------------- |
| Úc (ARIA)                                                                          | Bạch kim   | 70.000^                       |
| New Zealand (RMNZ)                                                                 | Vàng       | 5.000*                        |
| Hoa Kỳ (RIAA)                                                                      | Vàng       | 0^                            |
| * Chứng nhận dựa theo doanh số tiêu thụ. ^ Chứng nhận dựa theo doanh số nhập hàng. |            |                               |